# Catharina Lysholm
Catharina Lysholm, född 1744 i Trondheim, död 1815, var en norsk skeppsredare. Hon bedrev som änka framgångsrikt ett stort rederi i Trondhjem 1772-1790. 
Hon var dotter till köpman och kammarråd Hilmar Meincke (1710–71) och Catharina Mølmann (1720–48), och gifte sig 1763 med köpman och hovagent Broder Brodersen Lysholm (1734–1772). Maken var en av stadens mest framgångsrika affärsmän. Vid hans död 1772 tog hon över företaget tillsammans med Hans Carl Knudtzon under namnet Fru Agentinde Lysholm & Co. Hon bedrev handel, skeppsrederi och produktionsverksamhet. År 1779 var hon en av grundarna till Trondhjems skeppsvarv på Bakklandet. Hon var en av stadens mest framgångsrika företagare och fick en hög ställning: bland annat saluterades hon då hon återkom till staden efter resor. Hon utövade även filantropi och försökte agera politiskt då hon utan framgång försökte få sin svärson generalmajor Bang till stiftamtmann. Hon uppförde flera hus, bland annat herrgården Havstein och dess park, som blev ett centrum för stadens societet. 
En väg på Ferstad i Trondheim blev 1948 uppkallad efter henne.